# Larry Junstrom
Lawrence E. Junstrom, detto Larry (Pittsburgh, 22 giugno 1949 – Jacksonville, 6 ottobre 2019), è stato un bassista statunitense.

## Carriera
È stato uno dei fondatori del gruppo southern rock Lynyrd Skynyrd nel 1964. Ha fatto parte di questo gruppo fino al 1970, per cui non è presente in nessun album della band, il cui esordio discografico risale al 1973.
Dal 1977 al 2014 è stato il bassista dei 38 Special.